# Culicoides pachymerus
Culicoides pachymerus är en tvåvingeart som beskrevs av Lutz 1914. Culicoides pachymerus ingår i släktet Culicoides och familjen svidknott. Inga underarter finns listade i Catalogue of Life.